# Riarrangiamento
Con il termine riarrangiamento in biologia si intende uno spostamento fisico di sequenze del genoma presenti all'interno del nucleo cellulare, le quali formano nuove combinazioni; quando tali ricombinazioni interessano i cromosomi si parla di riarrangiamento cromosomico, mentre quando esse anziché interessare porzioni di cromosomi interessano i geni prendono il nome di riarrangiamento genetico. Le modalità del riarrangiamento sono le medesime, ciò che varia nelle varie diciture è la denominazione della sequenza di paia di basi che può essere: spostata, persa od amplificata, duplicata, frammentata o ripartita in modo ineguale fra i discendenti, mescolata ad altre sequenze, invertita o trovarsi ad essere regolata da fattori di regolazione di altre sequenze.
Il riarrangiamento può essere di tipo fisiologico, come per esempio la ricombinazione somatica e le permutazioni di ricombinazioni possibili che rendono possibile la diversità della struttura degli anticorpi, fornendo una maggior protezione dai patogeni all'organismo.

## Riarrangiamento non fisiologico
Tale riposizionamento più spesso è di tipo patologico, ha luogo durante la profase I della meiosi, viene causato da un appaiamento errato tra sequenze omologhe per struttura ma non per posizione di due cromosomi omologhi (crossing-over ineguale), tale appaiamento erroneo obbliga uno dei due cromosomi ad assumere una conformazione strutturale aberrante con la formazione di anse o giri, i fattori di controllo che scorrono attorno ad i cromosomi riconoscono tali strutture come alterazioni ed al fine di eliminare queste anse intervengono reclutando endonucleasi, enzimi in grado di tagliare il frammento cromosomico sporgente, tale azione sebbene elimini l'ansa porta alla formazione di un frammento libero, la cellula nel tentativo di ripristinare l'integrità strutturale dello stesso commette errori, nei casi di una o più rotture trasversali del cromosoma, i fattori riparazione endonucleari entrano in funzione per rincollare il frammento rimasto isolato effettuando una nuova giustapposizione di parti cromosomiche, tali fattori non sono in grado di discriminare a quale cromosoma appartenga la sezione tagliata, pertanto intervengono attaccando casualmente il frammento cromosomico alla prima estremità libera di un qualsiasi cromosoma disponibile.
Tale tentativo di riparazione può coinvolgere lo stesso cromosoma fratturatosi, prendendo così il nome di riarrangiamento intracromosomico, nel caso di errori di riparazione si può avere la perdita del frammento libero con conseguente perdita di informazione genica detta delezione, od il frammento può essere reinsaldato capovolto dando origine ad inversioni.
Nei casi in cui il frammento venga reinsaldato ad un cromosoma diverso da quello di origine si parla di riarrangiamento intercromosomico per traslocazione, il quale può essere di tipo bilanciato quando due cromosomi si scambiano l'uno con l'altro due frammenti o di tipo non bilanciato quando invece un cromosoma perde un frammento il quale viene incorporato da un altro cromosoma.

## Anomalie da riarrangiamento
I riarrangiamento cromosomici possono dare origine a cellule dotate di un patrimonio genetico anomalo, vengono principalmente suddivise in:
- Anomalie costituzionali, quando l'alterazione è presente in tutte le cellule del corpo, gli spermatozi e gli ovuli risultano normali o anomali, sono principalmente derivanti da fecondazione anomala o da eventi anomali che si verificano nelle prime fasi dello sviluppo embrionale.
- Anomalie somatiche, l'alterazione risulta presente in un sottogruppo di cellule, le cellule che costituiscono l'organismo derivano tutte dallo stesso zigote, tuttavia alcune linee cellulari subiscono l'alterazione, altre no, si ha la condizione definita mosaico genico.

Le alterazioni che i cromosomi possono subire vengono classificate sulla base di due parametri:

Parametri numerici, classificano i riarrangimenti sulla base del numero dei cromosomi.
- Trisomie il riarrangiamento ha aggiunto un cromosoma in più.
- Monosomie il riarrangiamento ha eliminato un cromosoma.
- Triploidie l'intero numero dei cromosi è aumentato di tre volte.
- Tetraploidie l'intero numero dei cromosomi è aumentato di quattro volte.

Parametri strutturali, classificano i riarrangimenti sulla base del tipo di modifica che subisce il cromosoma:
- Traslocazioni, una porzione di un cromosoma risulta spostato su un altro cromosoma.
- Traslocazione robertsoniana, un intero cromosoma intero si attacca ad un altro.
- Inversioni, una porzione di un cromosoma risulta invertita di 180°.
- Delezioni, una porzione di un cromosoma risulta persa.
- Duplicazioni, una porzione di cromosoma risulta raddoppiata.

A loro volta, le variazioni del numero di cromosomi prendono il nome di aneuploidie e vengono distinte in:
- Monosomie e trisomie.
- Aneuploidia estrema, si origina da anomalie cromosomiche multiple, in questo caso la cellula non subisce un solo tipo di aneuploidia ma ne porta svariati, tali cellule spesso sono definite cellule neoplastiche.

Sono state identificate due principali cause delle aneuploidie:
- La non-disgiunzione cioè l'incapacità dei cromosomi separati di appaiarsi durante la prima divisione meiotica, o l'incapacità dei cromatidi fratelli appaiati di separarsi nella seconda divisione meiotica, ciò fa sì che i due cromosomi o cromatidi anziché migrare verso i due poli cellulari al momento della divisione migrino entrambi ad un polo e vengano quindi inclusi in una sola cellula figlia, mentre l'altra avrà materiale genetico in meno.
- Il ritardo anafasico, in questo caso la migrazione del cromosoma durante l'anafase risulta ritardata, con conseguente perdita del cromosoma.

## Riarrangiamento bilanciato e non bilanciato
I riarrangiamenti cromosomici possono portare a traslocazioni bilanciate o non bilanciate, nel caso delle non bilanciate il portatore generalmente va incontro a diversi problemi fra i quali difficoltà di apprendimento, ritardo di sviluppo e/o problemi di salute, tuttavia la gravità della disabilità dipende da quali porzioni e da quali cromosomi, sono coinvolti e soprattutto quanta informazione genica viene persa o si ritrova in quantità sovrannumeraria, ciò si deve al fatto che alcune informazioni portate dai cromosomi sono più importanti di altre parti.

Nel caso delle traslocazioni bilanciate invece il problema non si pone per il portatore ma per la sua discendenza, in quanto il portatore può produrre gameti non bilanciati, cioè spermatozooi od ovuli con una parte di informazione genica in più od in meno, i quali origineranno rispettivamente zigoti portatori o di trisomia parziale se il gamete è portatore di informazione aggiuntiva o di monosomia parziale se il gamete è portatore di informazione deficitaria.
La frequenza delle anomalie cromosomiche alla nascita è 0.65%.